# Tuffi ai campionati mondiali di nuoto 2011 - Trampolino 3 metri sincro maschile
La competizione di tuffi dal trampolino 3 metri sincro maschile dei campionati mondiali di nuoto 2011 si è disputata il 19 luglio 2011 allo Shanghai Oriental Sports Center di Shanghai, in Cina. La gara si è svolta in due fasi: al mattino si è disputato il turno eliminatorio cui hanno partecipato 20 coppie di atleti. Le migliori dodici hanno gareggiato per le medaglie nella finale tenutasi la sera.

## Medaglie
| Posizione | Atlete                          | Paese   |
| --------- | ------------------------------- | ------- |
| Oro       | Qin Kai Luo Yutong              | Cina    |
| Argento   | Il'ja Zacharov Evgenij Kuznecov | Russia  |
| Bronzo    | Julián Sánchez Yahel Castillo   | Messico |

## Risultati
In verde sono indicati gli atleti ammessi alla finale.
| Pos. | Atleti                                 | Nazionalità | Eliminatorie | Eliminatorie | Finale    | Finale |
| Pos. | Atleti                                 | Nazionalità | Punti        | Pos.         | Punti     | Pos.   |
| ---- | -------------------------------------- | ----------- | ------------ | ------------ | --------- | ------ |
| 1    | Qin Kai Luo Yutong                     | Cina        | 452,19       | 1            | 463,98    |        |
| 2    | Il'ja Zacharov Evgenij Kuznecov        | Russia      | 438,75       | 2            | 451,89    |        |
| 3    | Julián Sánchez Yahel Castillo          | Messico     | 384,99       | 6            | 437,61    |        |
| 4    | Kristian Ipsen Troy Dumais             | Stati Uniti | 410,64       | 4            | 429,06    | 4      |
| 5    | Patrick Hausding Stephan Feck          | Germania    | 413,91       | 3            | 414,39    | 5      |
| 6    | Oleksij Pryhorov Oleksandr Horškovozov | Ucraina     | 380,52       | 7            | 412,20    | 6      |
| 7    | Christopher Mears Nick Robinson-Baker  | Regno Unito | 375,66       | 8            | 403,68    | 7      |
| 8    | Matthieu Rosset Damien Cély            | Francia     | 399,30       | 5            | 402,36    | 8      |
| 9    | Shō Sakai Yu Okamoto                   | Giappone    | 371,55       | 10           | 395,19    | 9      |
| 10   | Michele Benedetti Tommaso Rinaldi      | Italia      | 372,36       | 9            | 381,63    | 10     |
| 11   | Eirik Valheim Espen Valheim            | Norvegia    | 355,17       | 11           | 379,74    | 11     |
| 12   | Chola Chanturia Shota Korakhashvili    | Georgia     | 354,93       | 12           | 365,13    | 12     |
| 16.5 | H09.5                                  |             |              |              | 00:55.635 | O      |
| 13   | Yorick de Bruijn Ramon de Meijer       | Paesi Bassi | 350,10       | 13           |           |        |
| 14   | Deyne Castellanos Jorge Luis Pupo      | Cuba        | 345,63       | 14           |           |        |
| 15   | Alexandros Manos Stefanos Paparounas   | Grecia      | 342,30       | 15           |           |        |
| 16   | Chow Ho Wing Poon Wai Ching Jason      | Hong Kong   | 308,46       | 16           |           |        |
| 17   | Ignas Barkauskas Sergej Baziuk         | Lituania    | 301,77       | 17           |           |        |
| 18   | Luthfi Niko Abdillah Andriyan Andriyan | Indonesia   | 286,98       | 18           |           |        |
| 19   | Diego Carquin Donato Neglia            | Cile        | 276,90       | 19           |           |        |
| 20   | Dmitrij Sorokin Farid Gurbanov         | Azerbaigian | 220,71       | 20           |           |        |